# Третьяков, Виталий Товиевич
Вита́лий То́виевич Третьяко́в (род. 2 января 1953, Москва, РСФСР, СССР) — российский журналист и политолог. Декан Высшей школы (факультета) телевидения МГУ им. М. В. Ломоносова (с 2008 года по настоящее время), генеральный директор-главный редактор «Независимой издательской группы „НИГ“» (с 2001 по 2013 год), автор и ведущий телепрограммы «Что делать? Философские беседы» на телеканале «Культура» (с 2001 по 2020 год), главный редактор журнала «Политический класс» (с 2005 по 2009 год), генеральный директор Фонда содействия развитию образования в области журналистики «Медиалогия» (с 2008 года до ликвидации фонда в 2013 году).
Обладает ученым званием профессора. Заслуженный журналист Беларуси, член Президиума Совета по внешней и оборонной политике, член Попечительского совета Института стран СНГ.
За пропагандистскую деятельность и оправдывание российской агрессии против Украины находится под санкциями всех стран Евросоюза.

## Биография
Родился 2 января 1953 года в Москве в семье Товия Алексеевича Третьякова (1926 года рождения) — инженера, участника Великой Отечественной войны и Нины Ивановны Третьяковой (1927 года рождения) — рабочей. Внук старообрядческого священника Алексея Третьякова. Служивший в сельском храме Алексей Третьяков был расстрелян во время репрессий в 1937 году, а его жена Евдокия Михайловна оказалась вынуждена одна воспитывать семерых сыновей, младшим из которых и был Товий Алексеевич. Эта история не скрывалась родными Третьякова от него. Товий Третьяков переехал из Бронниц, где родился сам, в Москву. Семья жила первоначально в комнате коммунальной квартиры, кроме Виталия Третьякова в ней было ещё два сына.
Учился в школе № 477 и в математической школе № 632. После окончания школы поступил в МГУ им. М. В. Ломоносова на Факультет журналистики. В 1976 году Виталий Третьяков окончил обучение.

### Карьера
В 1976—1988 годах работал в Агентстве печати «Новости». Воинское звание — старший лейтенант. В 1980 году стал членом КПСС. В 1988—1990 годах — в редакции газеты «Московские новости» в качестве обозревателя, затем политического обозревателя, заместителя главного редактора. В 1990 году вышел из КПСС.
В 1990 году создал «Независимую газету» и был её главным редактором до начала лета 2001 года, а также её отдельно выходящих приложений — «Независимого военного обозрения», «НГ-религии», «Ex libris НГ» и других. В мае 1995 года из-за финансовых трудностей выход газеты был приостановлен. В августе 1995 года группа из нескольких членов руководства редакции предприняла попытку сместить его, но уже в сентябре того же года Виталий Третьяков при содействии Бориса Березовского вернул себе руководство редакцией и возобновил выпуск газеты. По словам иеромонаха Симеона (Томачинского): «Как редактор Виталий Третьяков, конечно, абсолютно гениальный человек, газету и приложения он строил очень интересно, они сразу же раскупались. Кстати, Третьяков первым ввёл в газету целую вкладку, посвящённую религии. Тогда о религии в прессе в лучшем случае был один абзац, и то связанный с каким-то скандалом. <…> То, что в светской газете появилась подобная вкладка — это, конечно, был прорыв, тем более что вкладка выходила внутри газеты, которая пользовалась огромной популярностью у интеллигенции. Тогда не было журналистов, пишущих о религии, и приходилось изощряться, чтобы найти материалы и авторов. Возможно, поэтому многие публикация в „НГ-религии“ оставляли желать лучшего, особенно в сравнении с уровнем основного издания. Но они всегда активно обсуждались».
С 2001 года по 2013 год он был владельцем и генеральным директором «Независимой издательской группы 'НИГ'». С того же года вёл программу «Что делать? Философские беседы» на телеканале «Культура» в течение 19 лет. В 2003 году программа получила премию ТЭФИ. С 2005 года по 2009 год — владелец и главный редактор ежемесячного журнала «Политический класс». Всего за 5 лет вышло 60 номеров журнала, с января 2010 года выпуск приостановлен и больше не возобновлялся. В 2006—2007 годах — главный редактор еженедельника «Московские новости». В 2008 году выступил организатором и впоследствии возглавил Высшую школу (факультет) телевидения МГУ им. М. В. Ломоносова. В 2008 году стал соучредителем и генеральным директором Фонда содействия развитию образования и науки в сфере СМИ и телевидения «Медиалогия» (ликвидирован в 2013 году). С осени 2015 года профессор кафедры социологии и гуманитарной культуры МИФИ.

### Другие факты биографии
В 2000—2002 годах — профессор факультета прикладной политологии Высшей школы экономики — Государственного университета. В 2001—2007 годах — профессор факультета международной журналистики МГИМО (У) МИД РФ. В 2004—2008 годах — член Совета при Президенте РФ по содействию развитию институтов гражданского общества и правам человека. С 2004 года — почетный профессор Российско-Армянского (Славянского) государственного университета (Ереван, Армения). Член Президиума Совета по внешней и оборонной политике (СВОП) (Москва). Член Попечительского совета Института стран СНГ (Москва). С 2005 года — член Редакционного совета журнала «Журналист».
Руководитель Социологической службы «Vox populi-T». Вместе с профессором Борисом Грушиным (скончался в 2007 году) — автор и руководитель долгосрочных социологических проектов «100 наиболее влиятельных политиков России» (ежемесячные опросы с января 1993-го по 2011 год) и «100 экспертов России» (ежеквартальные опросы с мая 2000 по 2005 год).
Выступил в качестве одного из создателей (вместе с писателем Святославом Рыбасом) Сетевого Российского государства на сайте Respublika.ru, существовавшего в Интернете в период с 2002 по 2008 годы в форме своеобразной игры. В работе Т. А. Догадиной «Мнимые политические субъекты как часть коммуникативной политической среды» данное виртуальное государство приводится в качестве «примера участия в политическом коммуникационном пространстве современной России мнимого политического субъекта», а виртуальные выборы, проводившиеся на сайте, стали по мнению автора «частью политического коммуникационного процесса в России».
На протяжении нескольких лет был «экспертом» на пропагандистском ток-шоу «Вечер с Владимиром Соловьёвым». 21 мая 2024 года в эфире обвинил Соловьёва во лжи в отношении поведения самого Третьякова и был изгнан из студии.

## Взгляды
П. А. Козлов в работе «Эволюция роли российской периодической печати в избирательном процессе в постсоветский период» подчеркивает, что в 1995 году Виталий Третьяков критиковал тогдашнее «демократическое крыло» российских партий за «развертывание кампании в поддержку переноса выборов в Госдуму, когда стало очевидно огромное превосходство КПРФ над остальными конкурентами». При этом Третьяков стоял на позиции, что «сохранение политической стабильности и исключение возможности возникновения гражданской войны» важнее, чем фамилия победителя на выборах.
Активный сторонник аннексии Крыма.

## Оценки
В исследовании кандидата филологических наук, доцента кафедры основ риторики и дикторского мастерства Академии медиаиндустрии Е. В. Верхоломовой «Репрезентация языковой личности телеведущего (на примере программы Виталия Третьякова „Что делать?“)» делается вывод об эффективном речевом поведении В. Третьякова как телеведущего, который «умеет говорить просто о сложном, используя необходимую меру „разговорности“, не позволяя себе при этом отступать от литературных норм». Также по мнению автора данного исследования:
Виталий Третьяков в своих монологах соблюдает законы Аристотеля, сформированные в знаменитой «Риторике»: ясность речи за счет лексики, вошедшей во всеобщее употребление; стремление к умеренности (без многословия, поэтического обыгрывания лексем, лексики ограниченной сферы употребления), использование точных, а не описательных обозначений.

## Санкции
15 января 2023 года, на фоне вторжения России на Украину, был внесён в санкционный список Украины за публичные призывы к агрессивной войне против Украины и распространение российской пропаганды.
25 февраля 2023 года Третьяков внесён в санкционный список всех стран Евросоюза:

Третьяков систематически участвует в прокремлевских пропагандистских программах, включая «Вечер с Владимиром Соловьевым». Его публичные заявления об Украине соответствуют риторике российских чиновников и пропагандистов. Третьяков постоянно оправдывает российскую агрессивную войну России против Украины и призывает к уничтожению правительства Украины, ставит под сомнение государственность Украины, настаивает на окончательной победе России без каких-либо компромиссов и заявляет что вся территория Украины должна быть оккупирована. Он обвиняет Украину в том, что она провоцирует Россию на применение ядерного оружия.— «Официальный журнал Европейского союза», Брюссель, 25 февраля 2023 года
По аналогичным основаниям находится под санкциями Швейцарии. Ранее Третьяков, как российский пропагандист, был внесён ФБК в список коррупционеров и разжигателей войны с предложением введения против него международных санкций.

## Некоторые награды и премии
- Медаль ордена «За заслуги перед Отечеством» II степени (8 декабря 2024 года) — за заслуги в подготовке высококвалифицированных специалистов, научно-педагогической деятельности и многолетнюю добросовестную работу[27]
- Почётная грамота Президента Российской Федерации (8 ноября 2023 года) — за заслуги в научно-педагогической деятельности, подготовке квалифицированных специалистов и многолетнюю добросовестную работу[28]
- Благодарность Президента Российской Федерации (30 апреля 2008 года) — за большой вклад в развитие институтов гражданского общества и обеспечение защиты прав и свобод человека и гражданина[29]
- Благодарность Президента Российской Федерации (25 июля 1996 года) — за активное участие в организации и проведении выборной кампании Президента Российской Федерации в 1996 году[30]
- Почётный знак «За заслуги в развитии печати и информации» (19 мая 2016 года, Межпарламентская ассамблея СНГ) — за значительный вклад в формирование и развитие общего информационного пространства государств — участников Содружества Независимых Государств, реализацию идей сотрудничества в сфере печати и информации[31]
- Лауреат премии «Золотое перо России» Союза журналистов России (1997)[32]
- Кавалер Золотого Почётного знака «Общественное признание» (1999)
- Премия Министерства печати и телерадиокоммуникаций России за лучшую книгу года (2001)
- Лауреат премии ТЭФИ за лучшую публицистическую программу года (2003)[8]
- Лауреат премии Русского биографического института за лучшую книгу года в номинации 'Журналистика' (2004)
- Лауреат национальной премии «Телегранд» (2014)
- Заслуженный журналист (Беларусь) (31 мая 2021)[33]
- Медаль «За освобождение Крыма и Севастополя» (17 марта 2014 года) — за личный вклад в дело по возвращению Крыма в Россию[34]

### Книги
1. Владимир Гуревич, Виталий Третьяков. «Семидесятая годовщина Советской власти. 1917-1987». — Белград, 1987. — Книга издана на сербско-хорватском языке.
2. «Филантропия в советском обществе». — М.: Издательство Агентства печати 'Новости', 1989. — 80 с. — Выпущена на английском, французском, немецком и испанском языках.
3. «Горбачев, Лигачев, Ельцин. Политические портреты на фоне перестройки». — М.: Музей книги 'А-Я', 1990. — 69 с. — ISBN 5-85030-012-0.
4. «Титус Советологов. Их борьба за власть. Очерки идиотизма российской политики». — М.: Издательство 'Независимая газета', 1996. — 192 с. — ISBN 5-86712-026-0.
5. «Русская политика и политики в норме и в патологии. Взгляд на российскую политику 1990—2000 годов». — М.: Ладомир, 2001. — 863 с. — ISBN 5-86218-410-4. — Премия 2001 года.
6. «Как стать знаменитым журналистом. Курс лекций по теории и практике современной русской журналистики». — М.: Алгоритм, Эксмо, 2004. — 623 с. — ISBN 5-86218-451-1. — Премия 2004 года.
7. «Нужен ли нам Путин после 2008 года?». — М.: ИИК 'Российская газета', 2005. — 184 с. — ISBN 5-94829-017-4.
8. «Бесхребетная Россия». — М.: 'Российская газета', 'Московские новости', 2006. — 544 с. — ISBN 5-94829-018-2.
9. «Наука быть Россией. Наши национальные интересы и пути их реализации». — М.: Русскій мір, 2007. — 766 с. — ISBN 978-5-89577-109-9. — Премия Российской ассоциации политической науки.
10. «Что делать?». — М.: Алгоритм, Эксмо, 2009. — 304 с. — ISBN 978-5-699-34632-5.
11. «Как стать знаменитым журналистом. Курс лекций по теории и практике современной русской журналистики». — М.: Алгоритм, 2010. — 560 с. — ISBN 978-5-9265-0768-0.
12. «Современные проблемы российской журналистики. (Избранные лекции университета; вып. 121)». — Санкт-Петербург: Издательство Санкт-Петербургского гуманитарного университета профсоюзов, 2011. — 56 с. — ISBN 978-5-7621-0599-6.
13. «Из СССР в Россию и обратно. Воспоминания. Детство и отрочество. Часть 1. Большая Коммунистическая (1953—1964)». — М.: Ладомир, 2013. — 248 с. — ISBN 978-5-86218-509-6.
14. «Из СССР в Россию и обратно. Воспоминания. Детство и отрочество. Часть 2. Княжекозловский переулок (1964—1968). Часть 3. Пионерский лагерь. Беглый лексикон 50-х и 60-х годов XX века.)». — М.: Ладомир, 2014. — 614 с. — ISBN 978-5-86218-520-1.
15. «Теория телевидения: ТВ как неоязычество и как карнавал. Курс лекций». — М.: Ладомир, 2015. — 664 с. — ISBN 978-5-86218-530-0.
16. «Конфликт с Западом. Уроки и последствия». — М.: Эксмо, 2015. — 256 с. — ISBN 978-5-906817-02-0.
17. «Политические афоризмы и максимы». — М., 2016. — 200 с. — ISBN 978-5-00000-000-0. — выйдет во второй половине 2017 года.
18. «Теория телевидения для всех, кто хочет на нём работать». — М.: Ладомир, 2016. — 536 с. — ISBN 978-5-86218-535-5.
19. «Как стать знаменитым журналистом. 2.0. Курс лекций по теории и практике современной журналистике». — М.: Ладомир, 2016. — 672 с. — ISBN 978-5-86218-541-1.
20. «Владимир Путин. 20 лет у власти».. — М.: ТД Алгоритм ООО, 2018. — 256 с. — ISBN 978-5-907120-09-9.
21. Эфир Отечества. Создатели и звезды отечественного телевидения о себе и своей работе. Сборник интервью. Книга первая / Составитель В. Т. Третьяков.. — М.: Алгоритм, 2010. — 320 с. — ISBN 978-5-9265-0741-3.

### Некоторые статьи в журналах и сборниках
Список не полный.
1. «Научные и учебные тетради Высшей школы телевидения МГУ им. М.В. Ломоносова. Тетрадь №1, сентябрь – декабрь 2009 г.», Составитель В.Т.Третьяков. — М.: Алгоритм-Книга, 2010. — 256 с. — ISBN 978-5-9265-0767-3.
2. «Научные и учебные тетради Высшей школы телевидения МГУ им. М.В. Ломоносова. Тетрадь №2, январь - июнь 2010 г.», Составитель В.Т.Третьяков. — М.: Алгоритм-Книга, 2010. — 325 с. — ISBN 978-5-9265-0770-3. # «Будущий виртуальный коммунизм и гипновидение: О массовом телевидении и массовой политике» // Журнал «Полис. Политические исследования», 2014. № 4. С. 9—20.
3. «Специфика телевидения как аудивизуального средства массовой информации» // Журнал «Журналист. Социальные коммуникации». 2014. № 2. С. 79—97.
4. "Феномен телевидения, или Какую передачу ведет Бернард Шоу? Отрывок из монографии «Теория телевидения» // Журнал «Журналист». 2014. № 5. С. 61—62.
5. "Феномен телевидения-2, или Какую передачу ведет Бернард Шоу? Отрывок из монографии «Теория телевидения» // Журнал «Журналист». 2014. № 6. С. 53—54.
6. «Что такое телевидение? Версия ответа» // Журнал «Искусство кино». 2014. № 4. С. 120—129.

### Видеокурсы для студентов
1. Основы теории и практики современной журналистики: Курс лекций // Высшая школа телевидения МГУ имени М. В. Ломоносова. 2012.[35]
2. Теория телевидения: Курс лекций // Высшая школа телевидения МГУ имени М. В. Ломоносова. 2013.[36]

## Семейное положение, личная жизнь
Женат, имеет сына Артемия, 1994 года рождения.
Хобби — коллекционирование альбомов по живописи.

## Цитаты
- …Я верю в удачу. В лучшее. В Правду. В то, что Правда, даже сегодня, все-таки для очень многих, а вдруг и для большинства?! — важнее и интересней Лжи, Обмана, Полуправды и Умолчания.[38]
- Многие авторы, как известно, плохо пишут — даже известные авторы.[39]